# Get the Balance Right!
Get the Balance Right! är en låt av den brittiska gruppen Depeche Mode. Det är gruppens sjunde singel och den första med Alan Wilder som fast medlem. Den släpptes som singel den 31 januari 1983 och nådde som bäst 13:e plats på den brittiska singellistan.
Get the Balance Right! togs inte med på det kommande albumet Construction Time Again, men finns med på People Are People och The Singles 81→85.

## Utgåvor och låtförteckning
Samtliga låtar är komponerade av Martin Gore, utom The Great Outdoors! som är komponerad av Martin Gore och Alan Wilder.

### 7" vinylsingel
UK: Mute / 7Bong2
| 1. | Get the Balance Right! | 3:12 |

| 1. | The Great Outdoors! | 5:01 |

### 12" maxisingel
UK: Mute / 12Bong2
| 1. | Get the Balance Right! (Combination Mix) | 7:57 |

| 1. | The Great Outdoors!                                                                 | 5:01 |
| 2. | Tora! Tora! Tora! (Inspelad live den 25 oktober 1982 på Hammersmith Odeon i London) | 4:00 |

UK: Mute / L12Bong2 (Limited edition)
| 1. | Get the Balance Right!                   | 3:12 |
| 2. | Get the Balance Right! (Combination Mix) | 7:56 |

| 1. | My Secret Garden (Inspelad live den 25 oktober 1982 på Hammersmith Odeon i London)  | 7:28 |
| 2. | See You (Inspelad live den 25 oktober 1982 på Hammersmith Odeon i London)           | 4:11 |
| 3. | Satellite (Inspelad live den 25 oktober 1982 på Hammersmith Odeon i London)         | 4:28 |
| 4. | Tora! Tora! Tora! (Inspelad live den 25 oktober 1982 på Hammersmith Odeon i London) | 4:00 |